# 上海市市长国际企业家咨询会议
上海市市长国际企业家咨询会议（International Business Leaders’Advisory Council for the mayor of Shanghai，简称IBLAC）是中華人民共和國上海市每年舉辦的會議。上海市市長會邀請外國企業家與會，外國企業家在會議上就上海的發展建言獻策。每次会议圍繞著上海的经济发展确定一至两个主題讨论。

## 历史
首屆上海市市长国际企业家咨询会议於1989年10月在上海西郊賓館召開。由时任上海市市長朱镕基主持。